# Tender Pervert
| Recensione     | Giudizio |
| -------------- | -------- |
| AllMusic       | [ 1 ]    |
| NME            | 9/10     |
| Piero Scaruffi | 6/10     |
| Sounds         | [ 4 ]    |

Tender Pervert è il terzo album in studio del cantautore scozzese Momus, pubblicato nel 1988 dalla Creation Records.

## L'album
Inizialmente il disco doveva intitolarsi The Homosexual per meglio esplicitare il tema dell'omosessualità toccato in alcune canzoni (come The Homosexual, Love on Ice e Bishonen), ma Momus venne convinto dal fondatore della Creation Records Alan McGee a cambiargli nome, per evitare che la casa di distribuzione canadese PolyGram decidesse di non volerlo pubblicare. Il cantautore decise di scrivere dei pezzi legati a questa tematica in quanto infastidito dalla retorica omofobica dei media britannici in merito all'epidemia di AIDS, suggerendo che, «...se i gay non solo muoiono ma vengono imbavagliati dal governo mentre muoiono, spetta alle persone eterosessuali promuovere l'omosessualità al loro posto.» L'album fu influenzato anche dal lavoro di Serge Gainsbourg del 1984 Love on the Beat (anch'esso incentrato sull'omosessualità), così come dalla cultura pop giapponese e da figure come Yukio Mishima.

## Accoglienza
Tender Pervert venne accolto in maniera positiva dalla critica. Steve Huey di AllMusic, dandogli un voto di quattro stelle e mezzo su cinque e segnalandolo come "album pick", lo definì «il primo grande album di Momus», nel quale il cantautore unì per la prima volta la sua peculiare ironia con la musica synth pop.
Len Brown di NME esaltò i «testi intelligenti e taglienti». Ad Andy Hurt di Sounds piacque l'opera per «la sua scomoda forza e purezza», lodando Momus per come aveva combinato nei testi elementi autobiografici e metaforici. Christopher Dawes di Melody Maker affermò che Tender Pervert fosse un lavoro «audace», aggiungendo che la sua «poesia guerriera raramente si complica con l'armonia».

## Eredità culturale
La copertina del decimo album in studio dei Primal Scream More Light (2013), ideata da Jim Lambie, cita quella di Tender Pervert creata da Thomi Wroblewski: se Momus però alza sopra la testa i suoi indici per imitare le corna di fronte a un enorme cespuglio in fiore, Bobby Gillespie fa il gesto dietro a delle gigantografie di fiori. I Was A Maoist Intellectual è citata nel romanzo del 2017 The Ocean Container di Patrik Sampler. Infine, Kirin J. Callinan realizzò una cover di "The Homosexual" per il suo album del 2019 Return to Center.

## Lista delle tracce
Musica e testi di Momus.
1. The Angels Are Voyeurs – 2:45
2. Love On Ice – 3:54
3. I Was a Maoist Intellectual – 4:34
4. The Homosexual – 4:44
5. Bishonen – 7:41
6. Right Hand Heart – 3:39
7. A Complete History of Sexual Jealousy (Parts 17-24) – 5:39
8. Ice King – 4:55
9. In the Sanatorium – 5:07
10. The Charm of Innocence – 6:35
11. The Angels Are Voyeurs (Reprise) – 0:56

Durata totale: 50:29

## Formazione
- Momus – voce
- Fratelli Quay – "imaginary videos"
- Ian Buruma – "heroes and villains of Japanese culture"
- Mika Goto – "roses and bishōnen comics"
- Mike Hinc – "travel"
- Nicki Kefalis – radio
- Dean Klevatt – programmazione
- Vici MacDonald – "thunder player"
- Ruth Stirling – interprete
- Dave Harper – immagine di copertina
- Thomi Wroblewski – foto di copertina

### Produzione
- Alan McGee – produzione ("worldplans")
- Nigel Palmer – ingegnere del suono ("exquisite engineering")